# Zgornje Verjane
Zgornje Verjane este o localitate din comuna Sveta Trojica v Slovenskih goricah, Slovenia, cu o populație de 155 de locuitori.